# ماراتيك
ماراتيك (Marratech) شركة سويدية صنعت برامج للاجتماعات الإلكترونية (على سبيل المثال: مؤتمرات الويب ، مؤتمرات الفيديو). استحوذت عليها جوجل في عام 2007. 